# Rue de l'Abreuvoir-Saint-Pierre
La rue de l'Abreuvoir-Saint-Pierre (en occitan : carrièra del Abeurador de Sant Pèire) est une voie de Toulouse, chef-lieu de la région Occitanie, dans le Midi de la France.

## Situation et accès

### Description
La rue de l'Abreuvoir-Saint-Pierre est une voie publique. Elle se trouve dans le quartier des Amidonniers, dans le secteur 1 - Centre.

### Voies rencontrées
La rue de l'Abreuvoir-Saint-Pierre rencontre les voies suivantes, dans l'ordre des numéros croissants :
1. Rue des Amidonniers
2. Allée de Brienne

### Transports
La rue de l'Abreuvoir-Saint-Pierre est parcourue et desservie par la navette Ville.

## Odonymie
Le nom de la rue de l'Abreuvoir-Saint-Pierre rappelle la présence d'un abreuvoir à bestiaux qui se situait sur le canal de fuite des moulins du Bazacle (emplacement de l'actuelle coulée verte des Amidonniers).